# Улрих III фон Ханау
Улрих III фон Ханау (на немски: Ulrich III von Hanau; * 1310; † 1369/1370) е от 1346 до 1369/1370 г. господар на Ханау и фогт във Ветерау.
Той е най-възрастният син на Улрих II фон Ханау (1280/1288 – 1346) и съпругата му Агнес фон Хоенлое (1295 – 1346), дъщеря на Крафт I фон Хоенлое-Вайкерсхайм (1242 – 1313) и третата му съпруга Агнес фон Вюртемберг († 1305).
През 1346 г. той последва баща си в Ханау. Император Карл IV го номинира на 8 юни 1349 г. за фогт във Ветерау. От 1349 до 1366 г. е имперски съдия (Reichsschultheis) във Франкфурт на Майн.
Улрих III е погребан в манастир Арнсбург, днес част от град Лих.

## Фамилия
Улрих III фон Ханау се жени през 1327 г. или по-късно в Ханау за графиня Аделхайд фон Насау († 8 август 1344), дъщеря на граф Герлах I фон Насау († 1361) и първата му съпруга Агнес фон Хесен († 1332). Те имат девет деца:
- Улрих IV (* 1330/1340; † 1380), от 1369/1370 г. господар на Ханау, женен на 15 февруари 1366 г. за Елизабет фон Вертхайм (* 1347; † 28 февруари 1378)
- Райнхард фон Ханау († сл. 1400), провост в Ксантен
- Елизабет († 2 октомври 1396), омъжена ок. 22 юли 1355 г. за граф Вилхелм II фон Катценелнбоген († 1385)
- Готфрид
- Крафт († сл. 1370)
- Конрад
- Бернхард († сл. 1400)
- Агнес († 4 август сл. 1346), през 1346 г. монахиня в манастир „Кларентал“ при Висбаден
- Анна († сл. 1396), абатиса в манастир „Патерсхаузен“ 1396 г.